# Stephen Badsey
Stephen Badsey (né au XXe siècle) est un historien britannique. Il se spécialise dans les sujets touchant la guerre.

## Biographie
Il détient un master of arts de l'université Cambridge, obtenu en 1981, et une doctorat (PhD) de la même université, obtenu en 1982. 
Stephen Badsey est un historien britannique. Il enseigne à l'université de Wolverhampton au Royaume-Uni, dans le département des études sociales, historiques et politiques.
En 2017, il est membre de la Royal Historical Society.

## Œuvres
- Co-directeur avec John Pimlott, The Gulf War Assessed, Londres : Arms and Armour, 1992
- Stephen Badsey, Arnhem 1944 : Operation 'Market Garden', Osprey Publishing, 1993, 96 p. (ISBN 978-1-85532-302-5)
- Modern Military Operations and the Media, Camberley : SCSI, 1994
- Directeur, The Media and International Security, Londres : Frank Cass, 2000
- (en) Stephen Badsey et Tim Bean, Omaha Beach, Sutton Publishing Limited, 2004 (ISBN 0-7509-3017-9)
- Directeur principal avec Rob Havers et Mark Grove, The Falklands Conflict Twenty Years On, Londres : Frank Cass, 2005
- Doctrine and Reform in the British Cavalry 1880-1918, Aldershot : Ashgate, 2008
- The British Army in Battle and Its Image 1914-1918, Londres : Continuum, 2009
- Chapitre « Sir John French and Command of the BEF » dans Spencer Jones, Stemming the Tide: Officers and Leadership in the British Expeditionary Force 1914 , Helion, 2013
- Chapitre « Bridging the Firewall? Information Operation and US Military Doctrine in the Battles of Fallujah » dans David Welch, Propaganda, Power and Persuasion, Londres : IB Tauris, 2013
- avec Gary Sheffield, chapitre 14 « Strategic Command » dans Jay Winter, The Cambridge History of the First World War, volume 1, Cambridge University Press, 2014